# McLaren M30
 (signalé en mai 2025).
Si vous disposez d'ouvrages ou d'articles de référence ou si vous connaissez des sites web de qualité traitant du thème abordé ici, merci de compléter l'article en donnant les références utiles à sa vérifiabilité et en les liant à la section « Notes et références ».
- Archive Wikiwix
- Bing
- Cairn
- DuckDuckGo
- E. Universalis
- Gallica
- Google
- G. Books
- G. News
- G. Scholar
- Persée
- Qwant
- (zh) Baidu
- (ru) Yandex
- (wd) trouver des œuvres sur Wikidata

Chronologie des modèles (1980)
McLaren M29 McLaren M29F
McLaren MP4/1
La McLaren M30 est la monoplace de Formule 1 engagée en par l'écurie Marlboro Team McLaren en championnat du monde de Formule 1 1980 lors de quatre courses (Grand Prix automobile des Pays-Bas 1980, Grand Prix automobile d'Italie 1980, Grand Prix automobile du Canada 1980, Grand Prix automobile des États-Unis Est 1980). Un seul exemplaire de cette monoplace a été construit.